# Zrnovska reka
Zrnovska reka (makedonski: Зрновска река) je mala rijeka u istočnom dijelu Republike Makedonije. 
Svoj kratki tok do ušća u rijeku Bregalnicu ima kroz Zrnovsku kotlinu i mjesto Zrnovo (8 km južno od grada Kočana). Rijeka izvire na padinama planine Plačkovice, i značajni je pritok po dotoku voda rijeke Bregalnice. Na rijeci je izgrađena hidrocentrala, koja je značajno izmijenila vodotok rijeke i njeno slivno područje.

## Vanjske poveznice
|  | Zajednički poslužitelj ima još gradiva o temi Zrnovska reka |